# Fortaleza de Arima
La fortaleza de Arima (en árabe: قلعة العريمة‎) es una fortaleza de los cruzados al noroeste de Siria que perteneció al Condado de Trípoli. Se encuentra al suroeste de la cordillera litoral de Siria a veinte kilómetros al sureste de Tartús.

## Origen
La ciudadela tuvo un importante papel estratégico, mantuvo la planicie de Bouqaia ubicada entre la cordillera del Líbano en el sur y la cordillera litoral de Siria en el norte, cadenas montañosas separadas por la «brecha de Homs».
Su fecha de construcción es desconocida, pero a mediados del siglo XII ya pertenecía a Raimundo II, conde de Trípoli. Su tío abuelo Alfonso Jordán, conde de Tolosa, se había unido a la segunda cruzada con su hijo natural Beltrán. Raimundo II, que temía una disputa familiar por la propiedad del condado, probablemente envenenó a Alfonso. Habiéndose establecido su hijo Beltrán en Arima, Raimundo II apeló a Nur al-Din, quien sitió el castillo en septiembre de 1148. La fortaleza fue defendida con valentía pero cayó y Beltrán fue encarcelado durante doce años.
Más tarde fue recapturada y reconstruida por los cruzados, luego atacada nuevamente y dañada por Nur al-Din en 1167 y 1171, así como por un terremoto en 1170. Su propiedad pasó a los caballeros templarios a principios de siglo XII, quienes la reconstruyeron debido a su posición estratégica.

## Organización
La ciudadela tenía unos trescientos metros de largo y constaba de dos patios rodeados por un reducto. Los patios y el reducto estaban separados por dos acequias.
La entrada estaba por el lado oeste y estaba presidida por una gran torre desde la que partía el reducto (esta estaba formado por varias torres cuadradas en toda su extensión).
Se reconocen dos fases de construcción. El primero de piedra basáltica, a comienzos del siglo XII, mientras que el segundo era de piedra caliza, que ocurrió desde finales del siglo XII o comienzos del Siglo XIII. Estas últimas modificaciones podrían corresponder a las realizadas por los templarios tras su toma del castillo.

## Estado actual

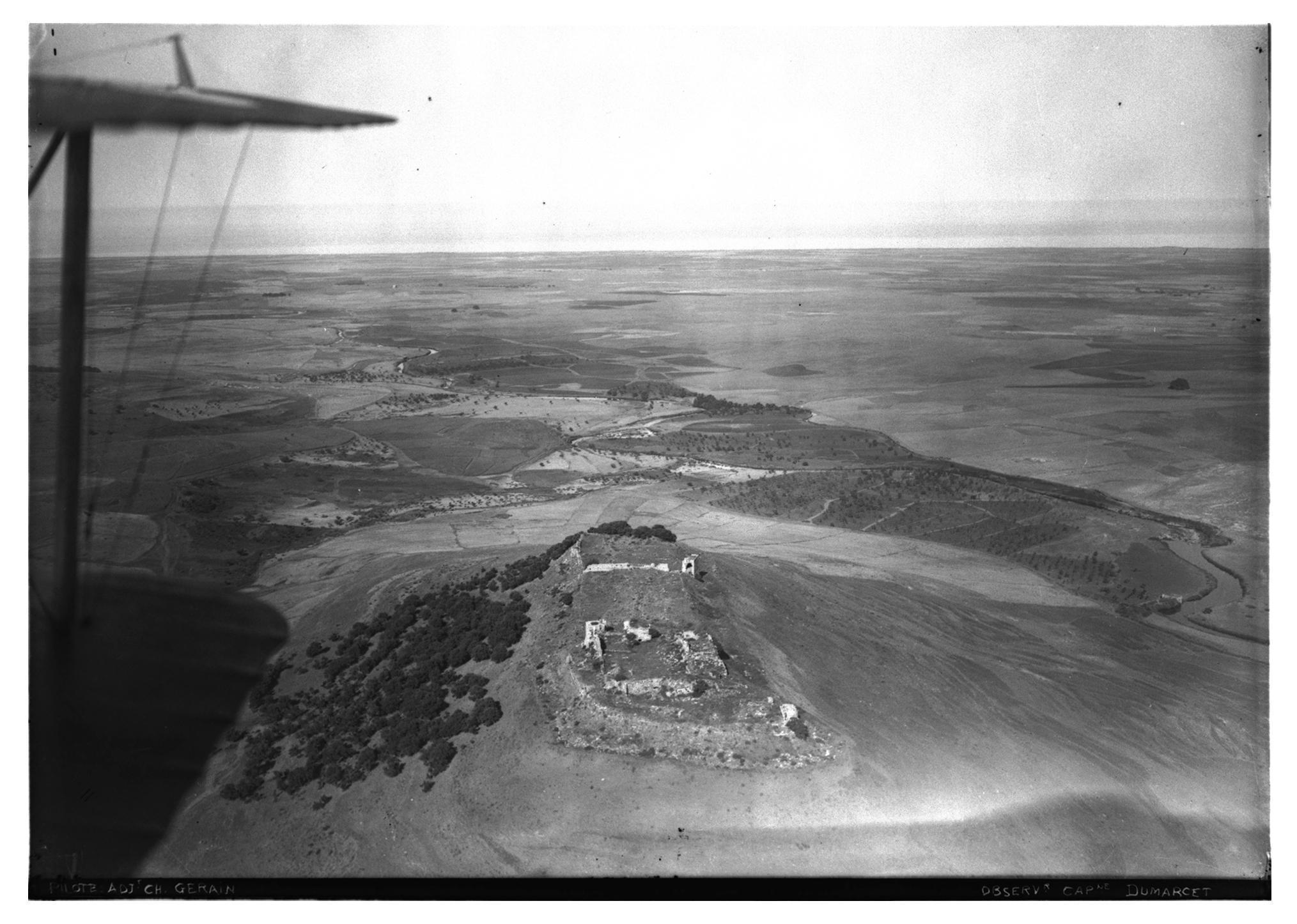
Vista aérea de la fortaleza de Arima (1929).

En la actualidad, solo quedan unas pocas ruinas, pero que todavía están bien conservadas.